# Lengau
Lengau è un comune austriaco di 4 567 abitanti nel distretto di Braunau am Inn, in Alta Austria.